# Magnus Lybeck
Magnus Karl Thuresson Lybeck, född den 29 januari 1881 i Gårdeby församling, Östergötlands län, död den 12 april 1951 i Vreta klosters församling, samma län, var en svensk militär. Han var brorson till Carl Lybeck.
Lybeck avlade studentexamen i Norrköping 1901 och officersexamen 1903. Han blev underlöjtnant vid Andra livgrenadjärregementet sistnämnda år och löjtnant där 1907. Efter att ha genomgått Krigshögskolan 1908–1910 blev Lybeck kapten vid Göta livgarde 1917 och major vid Svea livgarde 1928. Han övergick till reserven 1934 och befordrades till överstelöjtnant i armén. Lybeck blev slussinspektör vid Mems kanalstation 1934. Han blev riddare av Svärdsorden 1924.